# Gonioreflektometer
Ein Gonioreflektometer ist ein Gerät zur Messung des Reflexionsverhaltens eines Materials (zumeist für die Bidirektionale Reflektanzverteilungsfunktion/BRDF).
Das Gerät besteht aus einer Lichtquelle, die das zu vermessende Material beleuchtet, und einem Sensor, der das vom Material reflektierte Licht aufnimmt. Die Lichtquelle sollte auch die Umgebung des Materials beleuchten und der Sensor auch Daten aus einer halbkugelförmigen Umgebung um das Ziel herum aufnehmen können. Der halbkugelförmige Bewegungsspielraum des Sensors und der Lichtquelle korrespondieren mit den (mindestens) vier Dimensionen der BRDF. Der Wortbestandteil „Gonio“ bezieht sich ebenfalls auf diesen Sachverhalt und kommt vom griechischen gonía, was auf Deutsch „Winkel“ heißt.
Verschiedene ähnliche Geräte wurden zur Gewinnung von Daten für ähnliche Funktionen gebaut. Die meisten dieser Apparaturen verwenden anstatt des lichtquellenintensitätmessenden Sensors eine Kamera um einen zweidimensionalen Messwert zu erhalten:
- ein räumliches Gonioreflektometer um eine räumliche BRDF aufzunehmen (McAllister, 2002)
- ein Kameragerüst zur Aufnahme eines Lichtfeldes (Levoy & Hanrahan, 1996).
- ein unbenanntes Gerät zur Wertaufnahme für die BTF (Dana et al. 1999).

## Referenzen
- Dana, Kristin et al. 1999. Reflectance and Texture of Real-World Surfaces. In ACM Transactions on Graphics. Volume 18, Issue 1 (January, 1999). New York, NY, USA: ACM Press. Pages 1–34.
- Foo, Sing Choong. 1997. A Gonioreflectometer for measuring the bidirectional reflectance of materials for use in illumination computations. Masters thesis. Cornell University. Ithaca, New York, USA.
- Levoy, Marc & Hanrahan, Pat. 1996. Light Field Rendering. In Proceedings of the 23rd annual conference on Computer graphics and interactive techniques.
- McAllister, David. 2002. A Generalized Surface Appearance Representation for Computer Graphics. PhD dissertation. University of North Carolina at Chapel Hill, Department of Computer Science. Chapel Hill, USA. 118p.